# T Canis Majoris
T Canis Majoris är en stjärna som misstänkts vara variabel. Den har dock av allt att döma konstant ljusstyrka. Den har magnitud +11,2 och tillhör stjärnbilden Stora hunden.